# Dusona leptogaster
Dusona leptogaster är en stekelart som först beskrevs av Holmgren 1860.  Dusona leptogaster ingår i släktet Dusona och familjen brokparasitsteklar. Arten är reproducerande i Sverige. Inga underarter finns listade i Catalogue of Life.